# Organizações policiais
As Organizações policiais são as subdivisões da polícia de um deternado país.

## No Brasil
Há, no Brasil, seis organizações policiais responsáveis pela Segurança Pública:
• Polícia Federal
• Polícia Rodoviária Federal
• Polícia Ferroviária Federal
• Polícia Civil
• Polícia Militar
•Polícia Penal Federal e Estaduais
A Polícia Federal atua em todo o território nacional, apurando as infrações penais contra a ordem política e social e as infrações penais com repercussão interestadual ou internacional. Também previne e reprime o tráfico de drogas, o contrabando e exerce a polícia marítima, aérea e de fronteiras.
A Polícia Rodoviária Federal é responsável pelo patrulhamento das rodovias federais. Enquanto que as ferrovias federais são patrulhadas pela Polícia Ferroviária Federal.
A Polícia Civil é uma organização estadual, responsável pela investigação de crimes. Suas conclusões são enviadas à Justiça para que se possa julgar o autor do delito. Integram a Polícia Civil, entre outros, o Delegado de Polícia, o Escrivão, o Investigador e o Carcereiro.
A Polícia Militar é uma organização estadual, responsável pela execução de polícia ostensiva e de preservação da ordem pública. A Polícia Militar realiza metade do ciclo de polícia no Brasil e a Polícia Civil, a outra metade, excetuadas as competências da união. A hierarquia na polícia militar é composta por Soldado, Cabo, Sargento, Subtenente, Aspirante a Oficial, Tenente, Capitão, Major, Tenente-Coronel e Coronel. 
A Policial Penal é um oficial responsável por manter a ordem e disciplina de todo o sistema prisional, tanto no âmbito externo (recaptura, monitoração e escoltas) quanto no âmbito interno (proteção de unidades e afins).
Além dos serviços de custódia, desempenha missões táticas de escoltas prisionais de internos para audiências judiciais, oitiva em delegacias de Polícia e transferências entre unidades prisionais.
Desempenham serviços de natureza policial, tais como atividades de inteligência e contra inteligência, apreensões de ilícitos, revistas pessoais em detentos e visitantes, revista em veículos e objetos que adentram as unidades prisionais, controle de motins e rebeliões, bem como ronda externa no perímetro de securitário ao redor da unidade prisional.
Garantem, ainda, a segurança no trabalho de ressocialização dos internos promovido pelos psicólogos, pedagogos e assistentes sociais.
Os Policiais Penais Federais estão vinculados à Secretaria Nacional de Políticas Penais (SENAPPEN), ao passo que os Policiais Penais Estaduais às Secretarias de Estado de Administração Penitenciária (SAP ou SEAP), Secretarias de Estado de Justiça e Segurança Pública, ou Secretarias de Estado de Defesa Social, dependendo da estrutura administrativa de cada Estado.
Em 31 de maio de 2024, foi criada a Polícia Penal Federal e o cargo de Policial Penal Federal, por meio da Lei 14.875/2024, a qual, em seus capítulos XII e XIII, disciplina as funções e atribuições, bem como institui os aspectos funcionais da carreira, de modo geral. 